# بلفية
البلفية أو القُعِيْصَلان (باللاتينية: Bellevalia) جنس نباتي من الفصيلة الهليونية.

## منأنواعهاالواطنةفيالوطن العربي
1. بلفية آيغ (باللاتينية: Bellevalia eigii) في بلاد الشام
2. بلفية البادية (باللاتينية: Bellevalia stepporum) في بلاد الشام
3. البلفية التدمرية (باللاتينية: Bellevalia palmyrensis) في بلاد الشام
4. البلفية ثلاثية الوريقات (باللاتينية: Bellevalia trifoliata) في بلاد الشام
5. البلفية الحرمونية (باللاتينية: Bellevalia hermonis) في بلاد الشام
6. البلفية الدوينية (باللاتينية: Bellevalia douinii) في بلاد الشام
7. بلفية زوهر (باللاتينية: Bellevalia zoharyi) في بلاد الشام
8. البلفية الشتوية (باللاتينية: Bellevalia nivalis) في بلاد الشام
9. البلفية الصحراوية (باللاتينية: Bellevalia desertorum) في بلاد الشام
10. البلفية طويلة القدم (باللاتينية: Bellevalia longipes) في بلاد الشام
11. البلفية كبيرة العناقيد (باللاتينية: Bellevalia macrobotrys) في بلاد الشام
12. البلفية كثيفة الأزهار (باللاتينية: Bellevalia densiflora) في بلاد الشام
13. البلفية المتعرجة (باللاتينية: Bellevalia flexuosa) في بلاد الشام
14. البلفية الموشيوفية (باللاتينية: Bellevalia mosheovii) في بلاد الشام
15. بلفية واربورغ (باللاتينية: Bellevalia warburgii) في بلاد الشام
16. بليفة حرمونية (موجوده ب المملكه العربية السعوديه بجانب مشروع نيوم وراها ولي العهد )